# Guillaume Postel
Guillaume Postel (25. března 1510 – 6. září 1581) byl francouzský diplomat a lingvista a učenec. Mimo jiné se zabýval také astronomií, náboženstvím a kabalou. Zasloužil se o rozvoj studia Blízkého východu na evropských univerzitách a vůbec jako první přeložil význačné části Koránu do latiny.
Postel se narodil ve vesnici Barenton v Normandii. Později odsud odešel studovat do Paříže, kde se setkal s Ignácem z Loyoly a dalším zakladateli budoucího Tovaryšstva Ježíšova. Kontakt s touto skupinou vyústil v jeho vstup do jezuitského kláštera v Římě roku 1544. V prosinci roku 1545 byl ale z konviktu vyloučen kvůli svým apokalyptickým názorům a kvůli protežování volby papeže francouzským králem.
Vycházeje z myšlenky propojenosti celého kosmu, byl vášnivým zastáncem náboženského i politického univerzalismu, tyto myšlenky ho postupem času dostaly do konfliktu s inkvizicí. Byl uvězněn v papežském vězení v Římě odkud byl roku 1559 propuštěn, své názory ale nezměnil a tak byl po několika letech opět uvězněn, tentokrát v opatství Saint-Martin-des-Champs, kde roku 1581 zemřel.